# Piermaster's House
La Casa del supervisor del muelle (en inglés, Piermaster's House) es un edificio catalogado como monumento clasificado de Grado II del siglo XIX ubicado en el Royal Albert Dock en Liverpool, Inglaterra. Construido en 1852 para albergar al supervisor del muelle y su familia, el edificio ahora forma parte del Museo de Liverpool y su interior está ambientado en los tiempos de guerra de los años 1940. En 2019 recibió a 89.140 visitantes.